# Eliseu dos Santos
Eliseu dos Santos (Telêmaco Borba, 15 de novembro de 1976) é um jogador de bocha paralímpico brasileiro. 
Conquistou duas medalhas de ouro e bronze em duas edições dos Jogos Paralímpicos: duas em Londres 2012 e duas em Pequim 2008; além de uma de prata nos Jogos Paralímpicos de Verão de 2016 no Rio de Janeiro, ao lado de Marcelo dos Santos e Dirceu Pinto.